# Macka B
Macka B angliai születésű  reggae-zenész, előadó és aktivista, karrierje 30 évre nyúlik vissza az Egyesült Királyságban és Jamaicán. Hívő rasztafári. Az 1980-as évek óta turnézik a világ körül egyedül és más reggae-legendákkal, mint Burning Spear, U-Roy, The Wailers, Lee Perry és mások.

## Lemezek
- Word Sound Power
- By Royale Command
- Global Messenger
- Buppie Culture
- Discrimination
- We've Had Enough!
- Here Comes Trouble
- Looks Are Deceiving
- Peace Cup
- Roots & Culture
- Roots Ragga
- Roots Ragga 2 (LiveAgain)
- Sign Of The Times

## Külső hivatkozások
- Official website
- MP3.com page with downloads
- VH1 bio Archiválva 2007. október 1-i dátummal a Wayback Machine-ben